# Arguqiu
Arguqiu fou una regió del sud-est del llac Van conquerida pel rei d'Urartu, Sarduri II (753 aC-735 aC), quan n'era rei Zagalu.
Reis:
- Zagalu